# Salacia cochinchinensis
Salacia cochinchinensis là một loài thực vật có hoa trong họ Dây gối. Loài này được Lour. miêu tả khoa học đầu tiên năm 1790.